# El Caracol (Belice)

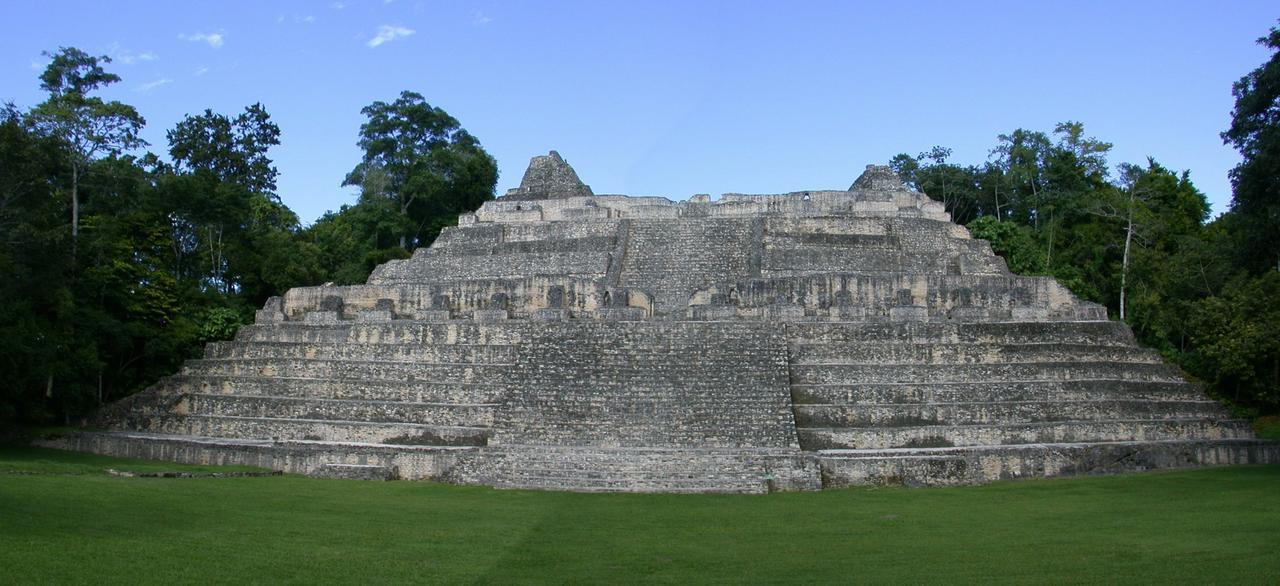
Caaná.

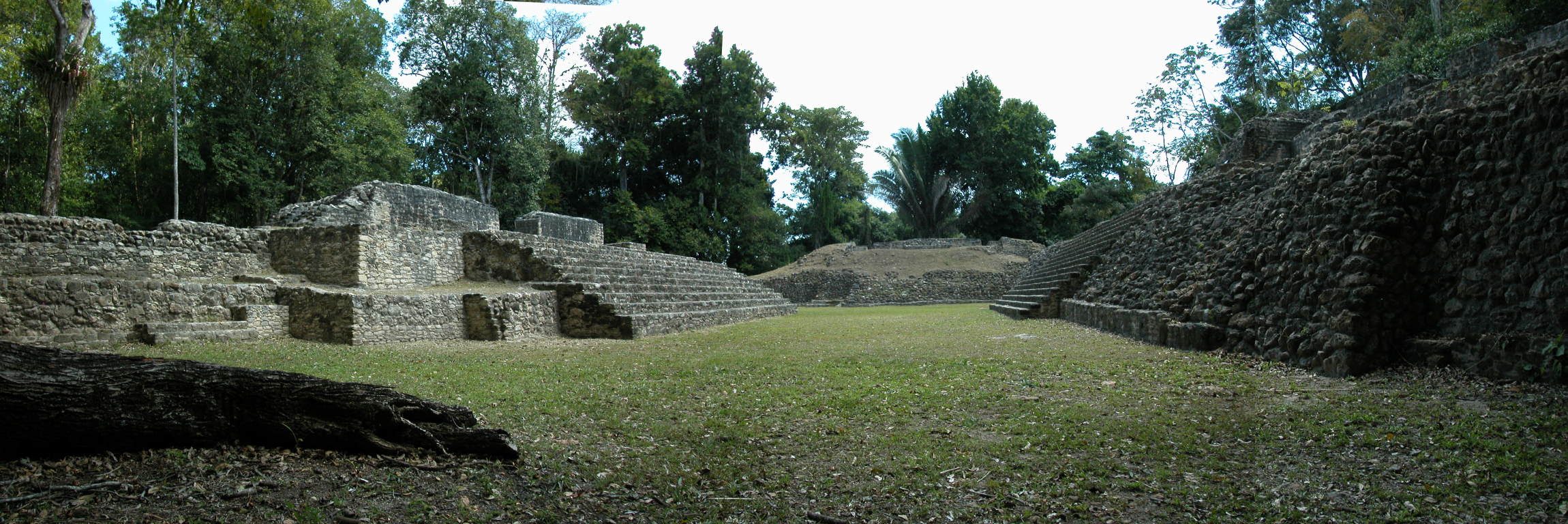
Acrópolis sur.

Caracol o El Caracol es el nombre que se ha dado a un sitio arqueológico maya precolombino localizado en el distrito Cayo en Belice.
Las ruinas están a 40 km al sur de Xunantunich y del poblado de San Ignacio Cayo, en una elevación de 460 msnmm, en la serranía baja de la sierra Maya. La ciudad, que tuvo su apogeo en el periodo clásico, fue posiblemente el centro político más importante de los mayas dentro del actual territorio de Belice. El nombre antiguo en lengua maya del yacimiento es Oxhuitzá.

## Gobernantes de Caracol
| Período         | Gobernante            |
| --------------- | --------------------- |
| 331–349         | Te' Kab' Chaak        |
| ca. 470         | K'ak' Ujol K'inich I  |
| 484–514         | Yajaw Te' K'inich I   |
| 531–534         | K'an I                |
| 553–593         | Yajaw Te' K'inich II  |
| 599–613         | Know                  |
| 618–658         | K'an II               |
| 658–680         | K'ak' Ujol K'inich II |
| ca. 700         | nombre desconocido    |
| centro 8. siglo | nombre desconocido    |
| 793             | Tum Yohl K'inich      |
| 798             | K'inich Joy K'awiil   |
| 810–830         | K'inich Toob'il Yoaat |
| 835–849         | K'an III              |
| 859             | nombre desconocido    |